# Round Lake Park
Round Lake Park és una vila dels Estats Units a l'estat d'Illinois. Segons el cens del 2000 tenia 6.038 habitants.

## Demografia
Segons el cens del 2000, Round Lake Park tenia 6.038 habitants, 2.131 habitatges, i 1.562 famílies. La densitat de població era de 779,7 habitants/km².
Dels 2.131 habitatges en un 32,8% hi vivien nens de menys de 18 anys, en un 57,4% hi vivien parelles casades, en un 10,6% dones solteres, i en un 26,7% no eren unitats familiars. En el 22,1% dels habitatges hi vivien persones soles el 12,1% de les quals corresponia a persones de 65 anys o més que vivien soles. El nombre mitjà de persones vivint en cada habitatge era de 2,83 i el nombre mitjà de persones que vivien en cada família era de 3,29.
Per edats la població es repartia de la següent manera: un 27,8% tenia menys de 18 anys, un 9% entre 18 i 24, un 29,2% entre 25 i 44, un 16,9% de 45 a 60 i un 17% 65 anys o més.
L'edat mediana era de 34 anys. Per cada 100 dones de 18 o més anys hi havia 95,2 homes.
La renda mediana per habitatge era de 44.896 $ i la renda mediana per família de 48.369 $. Els homes tenien una renda mediana de 39.299 $ mentre que les dones 25.743 $. La renda per capita de la població era de 18.279 $. Aproximadament el 8% de les famílies i el 10% de la població estaven per davall del llindar de pobresa.

## Poblacions properes
El següent diagrama mostra les poblacions més properes.